# Дарлін Гоффман
Дарлін Гоффман (англ. Darleane C. Hoffman; нар. 8 листопада 1926, Терріл, Айова) — американська вчена-хімік, фахівець зядерної хімії. Емерит-професор Каліфорнійського університету в Берклі. Відзначена Національною науковою медаллю(1997). 2000 року введено до Зали слави Women in Technology International.

## Життєпис
Закінчила Університет штату Айова (бакалавр хімії та математики, 1948). Там само 1951 року здобула ступінь доктора філософії з фізичної (ядерної) хімії. Протягом 1947—1951 років одночасно була асистенткою в національній Ames Laboratory — у той час Комісії з атомної енергії США. У 1952—1953 роках — хімік в Національній лабораторії Оук-Ридж. Протягом 1953—1984 років працювала в Лос-Аламоській національній лабораторії. У 1964-65 роках — постдок-фелло в Осло, Норвегія. У 1978-79 — стипендіатка Ґуґґенгайма. 1982 року — запрошена лекторка Інституту атомної енергії в Пекіні, КНР. Від 1984 року — професор кафедри хімії Каліфорнійського університету в Берклі (нині — емерит). Від того ж 1984 року також наукова співробітниця Національної лабораторії імені Лоуренса в Берклі і від 1991 року — наукова співробітниця інституту Ліверморської національної лабораторії. 1987 року — фелло Японського товариства сприяння науці, а 1990 року — фелло директора Лос-Аламоської національної лабораторії.
Член Американської академії мистецтв і наук (1998) і Норвезької АН(1990). Також член Американського фізичного товариства (1986) та Американської асоціації сприяння розвитку науки (1994).
Почесна доктор Університету Кларка (2000) і швейцарського Бернського університету (2001).

## Нагороди
- 1983 — премія Гленна Сіборга в галузі ядерної хімії[de] Американського хімічного товариства
- 1990 — медаль Гарвана − Оліна[en] Американського хімічного товариства
- 1997 —національна наукова медаль США
- 2000 — медаль Прістлі, вища нагорода Американського хімічного товариства
- 2003 — премія Вільяма Проктера за наукові досягнення